# Vrå (stacja kolejowa)
Vrå (duński: Vrå Station) – stacja kolejowa w miejscowości Vrå, w regionie Jutlandia Północna, w Danii. Znajduje się na linii Aalborg – Frederikshavn. Jest obsługiwana przez Danske Statsbaner.

## Historia
Została otwarta w 1871 roku jako punkt postoju na Vendsysselbanen. Linia ta została otwarta 15 sierpnia 1871 roku i biegła początkowo z Nørresundby do Frederikshavn. Później połączono ją z Aalborgiem przez most kolejowy nad Limfjord, który został oddany do użytku 8 stycznia 1879 r.
Budynek dworca został zaprojektowany przez N P C Holsøe.

## Linie kolejowe
- Aalborg – Frederikshavn